# 蔓胡颓子
蔓胡颓子（学名：Elaeagnus glabra），又名藤胡颓子、抱君子，为胡颓子科胡颓子属下的一种蔓生或攀援灌木，高度在1-4米之间，原产于北美洲西部，生长于草原和林地边缘的沙地或碎石地上。